# 75 (album)
75 è un album dal vivo del musicista jazz austriaco Joe Zawinul, pubblicato nel 2008.

## Tracce

### Disco 1
1. Introduction to Orient Express – 3:10
2. Orient Express – 10:07
3. Madagascar – 10:00
4. Scarlet Woman – 6:55
5. Zansa II – 6:39
6. Cafe Andalusia – 8:52

### Disco 2
1. Fast City / Two Lines – 12:37
2. Clario – 5:45
3. Badia / Boogie Woogie Waltz – 10:16
4. Happy Birthday – 1:39
5. In a Silent Way – 14:20
6. Hymn – 3:30